# Chandala
Chandala fou un estat tributari protegit del tipus zamindari al tehsil de Mul al districte de Chanda, Províncies Centrals, avui de Maharashtra, regió de Vidarbha. La superfície era de 44 km² i la població (1881) de 675 habitants. La zamindari fou concedit a la nissaga que el va posseir vers el 1820.